# Mandeville-en-Bessin
Mandeville-en-Bessin é uma comuna francesa na região administrativa da Normandia, no departamento Calvados. Estende-se por uma área de 8,73 km². Em 2010 a comuna tinha 341 habitantes (densidade: 39,1 hab./km²).